# Monno
Monno là một đô thị trong tỉnh tỉnh Brescia thuộc vùng Lombardia, Ý. Đô thị này có diện tích 30 km², dân số 589 người. Các đơn vị dân cư trực thuộc là: Các đô thị giáp ranh gồm: 
Edolo, Grosio, Grosotto, Incudine, Mazzo di Valtellina, Tovo di Sant'Agata, Vezza d'Oglio